# 羅宮
羅宮（荷蘭語：Paleis Het Loo）是位於荷蘭阿珀爾多倫的一座宮殿建築，前荷蘭君主的夏宮，目前主要展示荷兰的王室历史。

## 历史
外觀為荷蘭巴洛克式建築，現在羅宮作為博物館對一般公眾開放。2013年，有41萬遊客參訪羅宮，使羅宮成為荷兰参观人数最多的博物馆第八位。

## 画廊

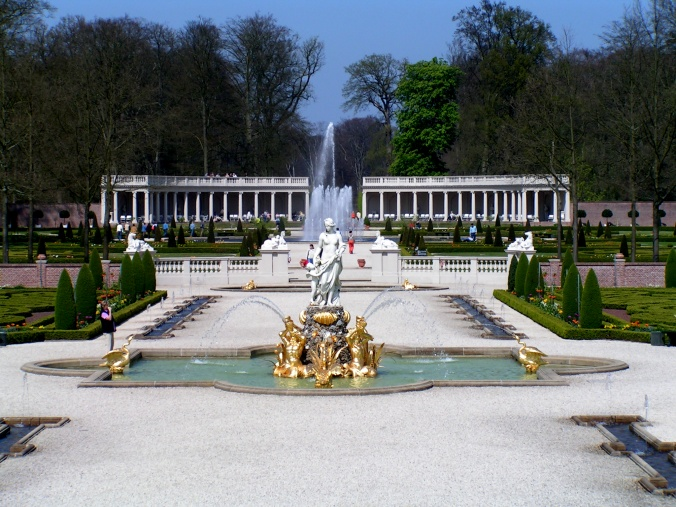
罗宫花园
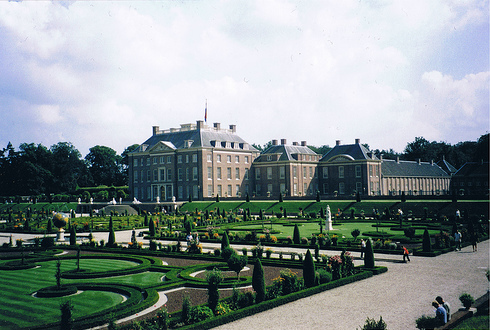
罗宫
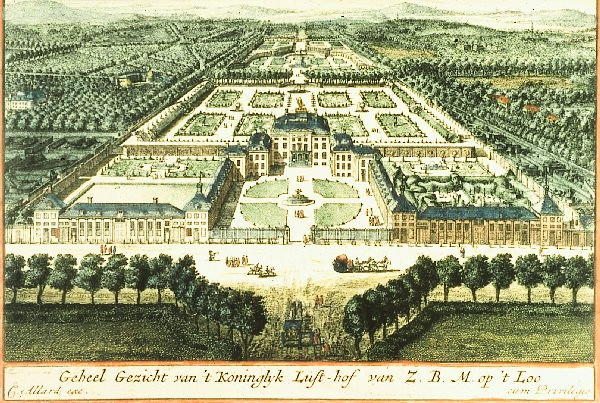
罗宫

## 外部連結
- （荷兰文） Paleis Het Loo （页面存档备份，存于）
- Paleis Het Loo National Museum / Library